# Södra Rörums kyrka
Södra Rörums kyrka är en kyrkobyggnad i Södra Rörum. Den är församlingskyrka i Hörby församling i Lunds stift.

## Kyrkobyggnaden
Ursprungliga kyrkan uppfördes i romansk stil på medeltiden. En grundlig ombyggnad genomfördes åren 1884-1887 efter ritningar av arkitekt Salomon Sörensen. Kyrkan har en stomme av sten och består av ett långhus med kor i öster och torn i väster. Öster om koret finns en halvrund sakristia. Korsarmar sträcker sig ut från långhusets norra och södra sidor.

## Inventarier
- Dopfunten av sandsten är från medeltiden. Tillhörande dopfat av mässing är från 1600-talet.
- Altaruppsatsen är från 1727.
- Ett triumfkrucifix är från 1400-talet.

### Orgel
- 1888 byggde Rasmus Nilsson, Malmö en orgel med 8 stämmor. Fina vitsord för sin fina och jämna ton.[1] Blev avsynad 7 augusti 1888.
- Den nuvarande orgeln byggdes 1962 av A. Mårtenssons Orgelfabrik AB, Lund och är en mekanisk orgel. Fasaden är från 1888 års orgel.

| Huvudverk I    | Svällverk II      | Pedal              | Koppel |
| Gedackt 8´     | Rörflöjt 8´       | Subbas 16´         | I/P    |
| Quintadena 8'  | Blockflöjt 4'     | Gedackt 8'         | II/P   |
| Principal 4'   | Principal 2'      | Koralbas 4'        | II/I   |
| Koppelflöjt 4' | Quinta 1 1/3'     | Rauschquint 2 chor |        |
| Gemshorn 2'    | Cymbel 2 chor     |                    |        |
| Mixtur 3 chor  | Krumhorn 8'       |                    |        |
|                | Crescendosvällare |                    |        |

### Webbkällor
- Åsbo Släkt- och Folklivsforskare